# Остров Пълна драма
„Остров Пълна драма“ (на английски: Total Drama Island) е канадски анимационен сериал, чиято премиера е на 8 юли 2007 г. по канал Teletoon. В анимацията 22-ма участника са изпратени на остров, където всеки ден ги подлагат на различни и шантави изпитания. Участниците са разпределени на 2 отбора по 11 участника. Отбора, който загуби състезание, трябва да изгони един от своите членове чрез гласуване. Участникът, който не бъде изгонен до края на предаването ще спечели 100 000 долара.

## Герои
В първите тринадесет епизода участниците са разпределени в 2 отбора:
| Крещящите гофъри | Страхотните костури |
| Бет              | Бриджит             |
| Гуен             | Джеф                |
| Джъстин          | Ди Джей             |
| Изи              | Дънкан              |
| Коуди            | Ева                 |
| Лешона           | Езикиел             |
| Линдзи           | Кейти               |
| Ноа              | Къртни              |
| Оуен             | Сейди               |
| Трент            | Тайлър              |
| Хедър            | Харолд              |

Първоначално Изи е в Страхотните Костури, а Кейти - в Крещящите Гофъри, но по желание на Кейти те си разменят отборите.

В четиринадесети епизод са сформирани нови отбори:
| Момчета | Момичета |
| Ди Джей | Бриджит  |
| Джеф    | Гуен     |
| Дънкан  | Лешона   |
| Оуен    | Линдзи   |
| Трент   | Хедър    |

От петнадесети епизод вече няма отбори и всеки участник играе сам за себе си.

## Епизоди
Вижте: Списък с епизоди на Остров Пълна драма

## „Остров Пълна драма“ в България
В България сериалът, преведен като „Островът на предизвикателствата“, започна излъчване през октомври 2008 г. по Диема 2, всяка събота и неделя от 11:30 с дублаж на български. Излъчен е само първи сезон, като разписанието му е променливо и не се споменава в програмата. Ролите се озвучават от артистите Ани Василева, Силвия Русинова, Николай Николов, Димитър Иванчев и Светозар Кокаланов.
На 13 април 2010 г. сериалът започна и по Cartoon Network с разписание във вторник и четвъртък от 19:25 с повторение в сряда и петък също от 19:25. Дублажът е синхронен. В него участват артистите Гергана Стоянова, Лина Шишкова, Златина Тасева, Ангелина Славова, Цветослава Симеонова, Светлана Смолева, Вилма Карталска, Десислава Чардaклиева, Лора Василева, Августина-Калина Петкова, Ралица Стоянова, Сандра Петрова, Татяна Етимова, Кирил Бояджиев, Борис Кашев, Георги Николов, Димитър Живков, Живко Станев, Росен Русев, Михаил Сървански, Мирослав Цветанов, Кирил Ивайлов, Георги Георгиев, Явор Караиванов, Георги Тодоров, Камен Асенов, Ненчо Балабанов и други. Началната песен се изпълнява от Ненчо Балабанов.

## Синхронен дублаж
| Роля         | Актьор               |
| Водещи       | Водещи               |
| ------------ | -------------------- |
| Крис Маклейн | Кирил Ивайлов        |
| Шеф Хатчет   | Георги Георгиев      |
| Участници    |                      |
| Гуен         | Ангелина Славова     |
| Ди Джей      | Кирил Бояджиев       |
| Дънкан       | Георги Велизаров     |
| Изи          | Златина Тасева       |
| Коуди        | Живко Станев         |
| Къртни       | Лина Шишкова         |
| Лешона       | Светлана Смолева     |
| Линдзи       | Цветослава Симеонова |
| Оуен         | Явор Караиванов      |
| Тайлър       | Росен Русев          |
| Харолд       | Георги Спасов        |
| Хедър        | Гергана Стоянова     |